# Экзом
Экзом — часть генома, представляющая экзоны, то есть последовательности, которые транскрибируются на матричную РНК после того, как интроны удаляются в процессе сплайсинга РНК. Таким образом, экзом отличается от транскриптома, включающего в себя всю совокупность транскриптов.
Экзом человека содержит приблизительно 180 тысяч экзонов, что соответствует примерно 1 % всего генома или 30 миллионам пар нуклеотидов. Тем не менее, мутации в экзоме составляют до 85 % от всех мутаций, связанных с болезнями.
Иногда специалисты в медицине выделяют так называемый "клинический экзом" - совокупность всех кодирующих участков генов, имеющих доказанное клиническое значение. Согласно базе данных OMIM на данный момент известно около 6000 генов, ответственных за 4500 наследственных заболеваний.  Совокупная протяженность "клинического экзома" составляет около 15 миллионов пар нуклеотидов.
Секвенирование экзома — эффективный подход в исследовании моногенных наследственных заболеваний. Примерами исследовательских проектов, занимающихся секвенированием экзома являются некоммерческий Personal Genome Project, некоммерческий проект Rare Genomics Institute, некоммерческий Exome Project национальных институтов здравоохранения США, Mendelian Exome Project и другие.